# 对精神分析的批评
对精神分析的批评尤其涉及以下方面：该学科理论方面的不可反驳性；其理论基础是一些误导性的历史事例；该学科缺乏一定的治疗效果，并且对此缺乏考虑；精神分析运动的宗派性质。此外，精神分析还因厌女、歧视同性戀、让母亲感到内疚、冷敷这类虐待性的行为而受到批评。

## 对经典精神分析的批评
经典精神分析指的是弗洛伊德所创立的精神分析以及弗洛伊德主义。总体看来，对经典精神分析的指责主要包括生物主义、心理表象主义、还原论、决定论，以及泛性论、神话维度等。
泛性论指的是精神分析把一切欲望、兴趣等都归结为性，也就是说人的一切心理或物理活动背后都有性冲动的首要作用。尽管如此，弗洛伊德认为"指责精神分析是'泛性论'，声称它把所有的心理现象都归结为性欲，并把它们都追溯到性欲，这是错误的。相反，精神分析从一开始就将性[冲动]与其他暂时称为 "自我[冲动]"的[冲动]区分开来......甚至神经症也不是仅仅追溯到性，而是追溯到性冲动与自我之间的冲突......实际上，弗洛伊德所说的性也不仅仅包括生殖，它还包括了幼儿性欲等方面的内容。梅洛－庞蒂评价称，弗洛伊德的性和实存是同义词，因为他把性的范围扩大了。不过，如与弗洛伊德后来决裂的荣格等人仍然认为，弗洛伊德赋予了性过高的地位。荣格说："早發性癡呆現實功能的压抑不能簡化為性慾（定義為性飢餓）的压抑，至少我做不到。"
生物主义则指的是经典精神分析以生物学为其基础，甚至直接挪用生物学概念对心理现象进行说明的倾向。例如，弗洛伊德常用生理学刺激倾向于卸载来描述精神分析的快乐原则。

### 来自哲学的批评
弗洛伊德的精神分析新兴时，正处于哲学与心理学分化的历史阶段。因此，经典精神分析受到了许多来自哲学界的批判。
20世纪上半叶，由于在欧洲意识哲学占主导地位，对经典精神分析的批判主要是对无意识概念的批判。例如，萨特“拒绝了精神分析物化的语言和神话”，认为无意识审查是不存在的，因为审查意味着主体必须对被压抑的内容有所选择，而选择是意识而非无意识维度内的。
20世纪下半叶，由于结构主义运动的兴起，欧陆哲学对经典精神分析的批判不再囿于从意识反驳无意识，而是包括如德勒兹所反对的俄狄浦斯神话、德里达所反对的菲勒斯中心主义等等。